# کبوده (سربیشه)
کبوده
کبوده روستایی از توابع بخش مرکزی شهرستان سربیشه در استان خراسان جنوبی ایران است که با جمعیت دوازده خانوار در فاصلهٔ ۲۴ کیلومتری مرکز شهرستان و 54 کیلومتری مرکز استان واقع شده ‌است.

## جمعیت
بنابر سرشماری مرکز آمار ایران، جمعیت روستای کبوده در سال ۱۳۹۵ برابر با بیست و پنج خانوار و ۵۵ نفر بوده‌ است.

## ویژگیهای طبیعی
روستای کبوده به علت کوهستانی بودن و همجواری با کوه سفید و کوه سیاه دارای آب و هوای معتدل کوهستانی بوده که از زمستانهای سرد و تابستانهای خنک برخوردار است. ارتفاع این روستا از سطح دریا برابر ۲۱۲۵ متر است.روستای کبوده دارای پوشش گیاهی انبوه در دشت ها و کوهستان ها است.چشمه های متنوع و زیادی در اطراف کبوده وحود دارد. تعداد سه سد خاکی که یکی از انها اب دائمی دارد در روستای کبوده ساخته شده است.

## قنات کبوده
قنات کبوده واقع در روستای کبوده می‌باشد. طول این قنات ۴۰۰ متر است، تعداد ۲۲ میله چاه دارد و عمق مادرچاه این قنات ۸ متر می‌باشد. دبی این قنات ۱ لیتر بر ثانیه است.
تعداد مالکان این قنات ۱۰ نفر و اراضی تحت کشت آن ۲ هکتار است.

## قلعه کبوده
وجود مناطق کوهستانی زیاد باعث شده که در گذشته مردم این منطقه برای دفاع از خود، قلعه مرتفع و مستحکمی ساخته و باقی بگذارند. از نظر پیشینه تاریخی، ساخت قلعه کبوده حدوداً بالغ بر سه قرن پیش می‌باشد. قلعه کبوده در مرکز روستا بنا شده که مصالح بکار رفته در آن از خشت و سنگ می‌باشد، دیوار و باروج آن را به‌طور محکم ساخته‌اند و پایه آن را سنگ چین نموده‌اند. فضاهای داخلی قلعه از شرق به غرب شامل ۲ قسمت می‌باشد که قسمت اول، محل زندگی مردم، انبار آذوقه و محل نگهداری احشام است و قسمت دوم، محل زندگی نظامیان و نگهبانان و محل نگهداری تدارکات نظامی بوده‌است. قلعه مجموعاً دارای ۴ برج می‌باشد. مصالح به کار رفته در ساخت قلعه بیشتر سنگ و خشت است. همچنین بر بلندای حصار و برج‌ها، منافذی (تیرکش) وجود دارد که از آنها جهت دیده‌بانی و دفاع استفاده می‌شده‌.

## مزار پیر زالو
مزار پیر زالو در ضلع شمال شرقی روستای کبوده و در دامنه کوه سیاه قرار دارد.

## معدن سنگ مرمر چهل دختران کبوده
از معادن فعال سنگ ساختمانی مرمریت است که در فاصله یک کیلومتری روستای کبوده شهرستان سربیشه استان خراسان جنوبی قرار داشته و هم‌اکنون نیز فعالیت دارد. کد شناسایی معدن چهل دختران ۲۹۴۱۲۱۹۰ است که از طرف سازمان معادن اعلام شده. این معدن، معدنی است خصوصی که نام بهره‌بردار آن شرکت اکتشافی استخراجی گرگین می‌باشد. سنگ‌های ساختمانی مرمریت استخراج شده از این معدن را بیشتر با نام بیرجند می‌شناسند و گاهی هم با نام خود چهل دختران در بازار به خرید و فروش گذاشته می‌شوند. رنگ این نوع سنگ سفید فله ای و مصارف آن در ساختمان‌سازی است.

## قنات سرپشته
قنات سرپشته واقع در دشت کبوده بوده که در باغی به همین نام متعلق به اهالی روستا جریان دارد و دارای مختصات ذیل است: